# Coupe d'Espagne de football 2010-2011
Navigation
Coupe d'Espagne 2009-2010 Coupe d'Espagne 2011-2012
La Copa del Rey 2010-2011 est la 108e édition de la Copa del Rey. La compétition commence le 25 août 2010 et se termine le 20 avril 2011 avec la finale. Le Séville FC est le tenant du titre.

## Équipes participantes
| - 20 équipes de la Liga 2009-2010 - UD Almería - Athletic Bilbao - Atlético Madrid - FC Barcelone - Deportivo de La Coruña - RCD Espanyol - Getafe CF - Málaga CF - RCD Majorque - CA Osasuna - Racing de Santander - Real Madrid - Séville FC - Sporting de Gijón - CD Tenerife - Valence CF - Real Valladolid - Villarreal CF - Xerez CD - Real Zaragoza - 21 équipes de Segunda División 2009-2010 - Albacete - Real Betis - Cádiz CF - FC Cartagena - CD Castellón - Celta de Vigo - Córdoba CF - Elche CF - Gimnàstic de Tarragona - Girona FC - Hércules CF - SD Huesca - UD Las Palmas - Levante UD - Real Murcia - CD Numancia - Rayo Vallecano - Real Sociedad - Real Unión - Recreativo de Huelva - UD Salamanca | - 24 équipes de la Segunda División B 2009-2010 - SD Ponferradina - SD Eibar - CF Palencia - Pontevedra CF - Deportivo Alavés - AD Alcorcón - Real Oviedo - CD Guadalajara - Universidad de Las Palmas CF - CD Leganés - Sant Andreu - Ontinyent CF - CD Alcoyano - CD Dénia - Benidorm CF - Granada CF - UD Melilla - Real Jaén - Poli Ejido - AD Ceuta - CD Puertollano - Orihuela CF - UD Logroñés - Lucena CF - 21 équipes de Tercera División 2009-2010 - CCD Cerceda - Caudal Deportivo - SD Noja - Club Portugalete - CE L'Hospitalet - CF Gandía - AD Parla - Burgos CF - Atlético Mancha Real - CD Alcalá - CD Atlético Baleares - CD Corralejo - Jumilla CF - CD Badajoz - CD Tudelano - SD Oyonesa - CD Teruel - La Roda CF |

## Matchs

### 1ertour
Les matchs se sont joués le 25 août 2010.
CD Alcoyano, UD Melilla, Jumilla CF, CCD Cerceda, Real Jaén, Lucena CF et Polideportivo Ejido sont qualifiés d'office au tour suivant.
Le gagnant du match n°10 sera qualifié d'office pour le 3e tour.
| Local                        | Resultat       | Visiteur             |
| ---------------------------- | -------------- | -------------------- |
| Universidad de Las Palmas CF | 1-0            | CD Leganés           |
| Pontevedra CF                | 0-1            | CD Guadalajara       |
| CD Badajoz                   | 4-0            | CD Corralejo         |
| Real Unión                   | 1-0            | Burgos CF            |
| Club Portugalete             | 3-2            | SD Noja              |
| Deportivo Alavés             | 0-1            | UD Logroñés          |
| Real Oviedo                  | 1-0 (a.p.)     | SD Eibar             |
| Caudal Deportivo             | 4-3 (a.p.)     | CF Palencia          |
| SD Oyonesa                   | 0-3            | CD Tudelano          |
| Benidorm CF                  | 0-0 (pen. 3-5) | Orihuela CF          |
| CE L´Hospitalet              | 2-1            | CD Dénia             |
| CF Gandía                    | 1-2            | Sant Andreu          |
| Ontinyent CF                 | 0-2            | CD Castellón         |
| CD Teruel                    | 0-0 (pen. 5-4) | CD Atlético Baleares |
| AD Ceuta                     | 4-1            | At. Mancha Real      |
| La Roda CF                   | 1-2            | CD Alcalá            |
| CD Puertollano               | 0-0 (pen. 0-3) | Real Murcia          |
| AD Parla                     | 1-5            | Cádiz CF             |

### 2etour
Les matchs se sont joués le 1er septembre 2010.
| Local                  | Resultat       | Visiteur                     |
| ---------------------- | -------------- | ---------------------------- |
| CD Castellón           | 2-3            | Portugalete                  |
| CD Badajoz             | 2-0 (a.p.)     | Real Jaén CF                 |
| Cádiz CF               | 3-1            | CE L´Hospitalet              |
| CD Teruel              | 0-1            | Real Unión                   |
| AD Ceuta               | 2-1            | CD Guadalajara               |
| CD Tudelano            | 0-2            | Lucena CF                    |
| UD Logroñés            | 0-0 (pen. 4-3) | CCD Cerceda                  |
| CD Alcalá              | 1-3 (a.p.)     | Sant Andreu                  |
| Real Oviedo            | 2-2 (pen. 4-5) | Real Murcia CF               |
| Poli Ejido             | 1-0            | CD Alcoyano                  |
| Caudal Deportivo       | 0-1 (a.p.)     | Universidad de Las Palmas CF |
| Jumilla CF             | 0-1 (a.p.)     | UD Melilla                   |
| Córdoba CF             | 1-0 (a.p.)     | CD Numancia                  |
| Albacete               | 0-2            | Granada CF                   |
| FC Cartagena           | 1-3            | Rayo Vallecano               |
| SD Ponferradina        | 1-0            | RC Recreativo de Huelva      |
| Real Betis             | 2-1            | UD Salamanca                 |
| Real Valladolid CF     | 5-3            | UD Las Palmas                |
| AD Alcorcón            | 3-2 (a.p.)     | RC Celta de Vigo             |
| Elche CF               | 4-1            | CD Tenerife                  |
| Girona FC              | 1-1 (pen. 3-5) | SD Huesca                    |
| Gimnàstic de Tarragona | 1-2            | Xerez CD                     |

### 3etour
Sources : www.marca.com
Les matchs se sont joués le date 2010.
| Local              | Resultado     | Visitante                 |
| ------------------ | ------------- | ------------------------- |
| UD Melilla         | 2-2 (pen.6-7) | AD Ceuta                  |
| CD Badajoz         | 0-2           | UD Logroñés               |
| Lucena CF          | 0-1           | Universidad Las Palmas CF |
| Sant Andreu        | 0-1           | Real Murcia CF            |
| Poli Ejido         | 1-0           | Cádiz CF                  |
| Granada CF         | 2-2 (pen.4-5) | Real Betis                |
| Real Valladolid CF | 1-0           | SD Huesca                 |
| Córdoba CF         | 2-1 a.p.      | Rayo Vallecano            |
| AD Alcorcón        | 1-1 pen.3-1   | SD Ponferradina           |
| Elche CF           | 1-2           | Xerez CD                  |
| Real Unión         | 1-0 a.p.      | Orihuela CF               |

### Seizièmes de finale
Ce tour s'est joué sur une double confrontation aller-retour les 24 octobre 2010 et 10 novembre 2010.
| Local aller               | Resultat global       | Local retour           | Résultat aller | Résultat retour |
| ------------------------- | --------------------- | ---------------------- | -------------- | --------------- |
| Real Murcia               | 1-5                   | Real Madrid            | 0-0            | 1-5             |
| AD Ceuta                  | 1-7                   | Barcelone              | 0-2            | 1-5             |
| Real Unión                | 1-10                  | Sevilla FC             | 0-4            | 1-6             |
| UD Logroñés               | 1-7                   | Valencia CF            | 0-3            | 1-4             |
| Polideportivo Ejido       | 1-3                   | Villarreal CF          | 1-1            | 0-2             |
| Xerez CD                  | 4-4 (But ext.)        | Levante UD             | 2-3            | 2-1             |
| Córdoba CF                | 3-3 (a.p.) (But ext.) | Racing de Santander    | 2-0            | 1-3             |
| Club Portugalete          | 1-1 (But ext.)        | Getafe CF              | 1-1            | 0-0             |
| Hércules CF               | 2-3                   | Málaga CF              | 0-0            | 2-3             |
| RCD Mallorca              | 5-3                   | Sporting de Gijón      | 3-1            | 2-2             |
| Real Valladolid           | 1-3                   | RCD Espanyol           | 0-2            | 1-1             |
| Real Betis                | 2-2 (But ext.)        | Real Zaragoza          | 0-1            | 2-1             |
| Universidad Las Palmas CF | 1-6                   | Atlético de Madrid     | 0-5            | 1-1             |
| AD Alcorcón               | 0-3                   | Athletic Bilbao        | 0-1            | 0-2             |
| CA Osasuna                | 2-3                   | Deportivo de La Coruña | 1-1            | 1-2             |
| Real Sociedad             | 3-5                   | UD Almería             | 2-3            | 1-2             |

### Huitièmes de finale
| Local aller        | Resultat global | Local retour           | Résultat aller | Résultat retour |
| ------------------ | --------------- | ---------------------- | -------------- | --------------- |
| Valencia CF        | 2-4             | Villarreal CF          | 0-0            | 2-4             |
| Sevilla FC         | 8-3             | Málaga CF              | 5-3            | 3-0             |
| Real Madrid CF     | 8-2             | Levante UD             | 8-0            | 0-2             |
| Atlético de Madrid | 2-1             | RCD Espanyol           | 1-0            | 1-1             |
| Barcelone          | 1-1(but ext.)   | Athletic Bilbao        | 0-0            | 1-1             |
| Real Betis         | 4-3             | Getafe CF              | 1-2            | 3-1             |
| UD Almería         | 8-6             | RCD Mallorca           | 4-3            | 4-3             |
| Córdoba CF         | 2-4(a.p.)       | Deportivo de La Coruña | 1-1            | 1-3             |

### Quarts de finale
| Local aller        | Resultat global | Local retour           | Résultat aller | Résultat retour |
| ------------------ | --------------- | ---------------------- | -------------- | --------------- |
| Barcelone          | 6-3             | Real Betis             | 5-0            | 1-3             |
| Sevilla FC         | 6-3             | Villarreal CF          | 3-0            | 3-3             |
| Atlético de Madrid | 1-4             | Real Madrid CF         | 0-1            | 1-3             |
| UD Almería         | 4-2             | Deportivo de La Coruña | 3-2            | 1-0             |

### Demi-finales

#### Aller
| Match | Équipe n°1   | Score | Équipe n°2  |
| ----- | ------------ | ----- | ----------- |
| 1     | FC Barcelone | 5 - 0 | UD Almería  |
| 2     | Séville FC   | 0 - 1 | Real Madrid |

#### Retour
| Match | Équipe n°1  | Score | Équipe n°2   |
| ----- | ----------- | ----- | ------------ |
| 1     | UD Almería  | 0 - 3 | FC Barcelone |
| 2     | Real Madrid | 2 - 0 | Séville FC   |

### Finale
Le 20 avril 2011 et pour la première fois depuis 21 ans, la finale de la coupe d'Espagne a opposé le Barça et le Real au  stade Mestalla de Valence. 
| 20 avril 2011 | FC Barcelone                         | 0 – 1 a. p. | Real Madrid                                                    | Estadio Mestalla, Valence                                 |                                                           |
| 21h30 CEST    |                                      |             | 103e Ronaldo                                                   | Spectateurs : 55 000 Arbitrage : Alberto Undiano Mallenco | Spectateurs : 55 000 Arbitrage : Alberto Undiano Mallenco |
| 21h30 CEST    | Pedro 34e · Messi 64e · Adriano 118e | Rapport     | 26e Pepe · 60e Xabi Alonso · 74e Adebayor · 86e, 120e Di María | Spectateurs : 55 000 Arbitrage : Alberto Undiano Mallenco | Spectateurs : 55 000 Arbitrage : Alberto Undiano Mallenco |

| FC Barcelone | Real Madrid |

| FC Barcelone :  |    |                   |      |      |
|                 |    |                   |      |      |
| GK              | 13 | José Manuel Pinto |      |      |
| RB              | 2  | Daniel Alves      |      |      |
| CB              | 3  | Gerard Piqué      |      |      |
| CB              | 14 | Javier Mascherano |      |      |
| LB              | 21 | Adriano           | 118e |      |
| CM              | 6  | Xavi              |      |      |
| DM              | 16 | Sergio Busquets   |      | 108e |
| CM              | 8  | Andrés Iniesta    |      |      |
| RF              | 17 | Pedro Rodríguez   | 34e  |      |
| CF              | 10 | Lionel Messi      | 64e  |      |
| LF              | 7  | David Villa       |      | 106e |
| Remplaçants :   |    |                   |      |      |
| GK              | 1  | Víctor Valdés     |      |      |
| DF              | 5  | Carles Puyol      |      |      |
| DF              | 18 | Gabriel Milito    |      |      |
| DF              | 19 | Maxwell           |      |      |
| MF              | 15 | Seydou Keita      |      | 106e |
| MF              | 20 | Ibrahim Afellay   |      | 108e |
| MF              | 30 | Thiago Alcântara  |      |      |
| Entraîneur :    |    |                   |      |      |
| Josep Guardiola |    |                   |      |      |

| Real Madrid : |    |                   |           |      |
|               |    |                   |           |      |
| GK            | 1  | Iker Casillas     |           |      |
| RB            | 17 | Álvaro Arbeloa    |           |      |
| CB            | 4  | Sergio Ramos      |           |      |
| CB            | 2  | Ricardo Carvalho  |           | 120e |
| LB            | 12 | Marcelo           |           |      |
| CM            | 14 | Xabi Alonso       | 60e       |      |
| DM            | 3  | Pepe              | 26e       |      |
| CM            | 24 | Sami Khedira      |           | 104e |
| RF            | 23 | Mesut Özil        |           | 70e  |
| CF            | 7  | Cristiano Ronaldo | 103e      |      |
| LF            | 22 | Ángel Di María    | 86e, 120e |      |
| Remplaçants : |    |                   |           |      |
| GK            | 25 | Jerzy Dudek       |           |      |
| DF            | 19 | Ezequiel Garay    |           | 120e |
| MF            | 8  | Kaká              |           |      |
| MF            | 11 | Esteban Granero   |           | 104e |
| FW            | 6  | Emmanuel Adebayor | 74e       | 70e  |
| FW            | 9  | Karim Benzema     |           |      |
| FW            | 20 | Gonzalo Higuaín   |           |      |
| Entraîneur :  |    |                   |           |      |
| José Mourinho |    |                   |           |      |

| - Arbitres : - Alberto Undiano Mallenco - Fermín Martínez Ibáñez - Jesús Calvo Guadamuro - Arbitre assistant : Fernando Teixeira Vitienes |

## Statistiques

### Meilleur buteur
| Rang | Joueur             | Club                 | Buts |
| ---- | ------------------ | -------------------- | ---- |
| 1    | Cristiano Ronaldo  | Real Madrid          | 7    |
| 1    | Lionel Messi       | FC Barcelone         | 7    |
| 3    | Álvaro Negredo     | FC Séville           | 5    |
| 3    | Karim Benzema      | Real Madrid          | 5    |
| 3    | Leonardo Ulloa     | Almería              | 5    |
| 6    | Adrián López       | Deportivo La Corogne | 4    |
| 6    | Pedro              | FC Barcelone         | 4    |
| 6    | Jorge Molina       | Betis Séville        | 4    |
| 9    | Mesut Özil         | Real Madrid          | 3    |
| 9    | Sergio Agüero      | Atletico Madrid      | 3    |
| 9    | Romaric            | FC Séville           | 3    |
| 9    | Giuseppe Rossi     | Villarreal           | 3    |
| 9    | Rubén Castro       | Betis Séville        | 3    |
| 14   | Seydou Keita       | FC Barcelone         | 2    |
| 14   | Salomón Rondón     | Malaga               | 2    |
| 14   | Pablo Piatti       | Almería              | 2    |
| 14   | Juanma Ortiz       | Almería              | 2    |
| 14   | Fernando Cavenaghi | RCD Majorque         | 2    |
| 14   | Marco Ruben        | Villarreal           | 2    |
| 14   | Alexis             | FC Séville           | 2    |
| 14   | Aritz Aduriz       | Valence CF           | 2    |
| 14   | Alfaro             | FC Séville           | 2    |
| 23   | 74 joueurs         | 74 joueurs           | 1    |